# Park Miejski w Słupcy
Park miejski w Słupcy – założony w 1872 roku z inicjatywy władz miejskich Słupcy park, położony we wschodniej części miasta pomiędzy ulicami Warszawską, Parkową i Gajową. W parku znajduje się pomnik Apolinarego Szeluty. Aktualnie trwają intensywne prace nad jego renowacją. Pozyskano na ten cel środki m.in. z Wojewódzkiego Funduszu Ochrony Środowiska w Poznaniu.

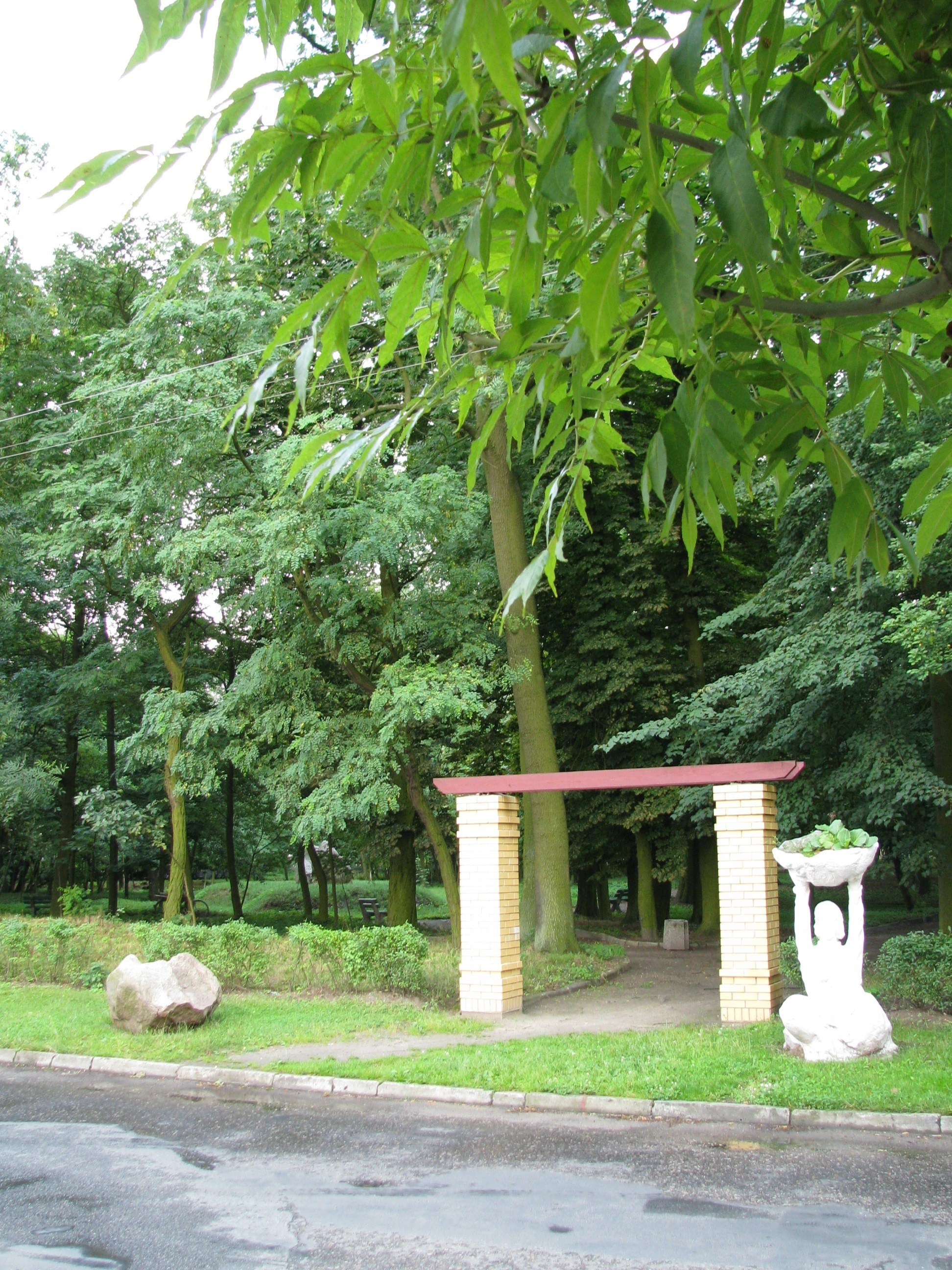
Park Miejski w Słupcy, jedno z wejść do parku od ul. Koszuckiej